# (58600) Iwamuroonsen
(58600) Iwamuroonsen est un astéroïde de la ceinture principale d'astéroïdes.

## Description
(58600) Iwamuroonsen est un astéroïde de la ceinture principale d'astéroïdes. Il fut découvert le 5 octobre 1997 à Nanyo par Tomimaru Okuni. Il présente une orbite caractérisée par un demi-grand axe de 2,23 UA, une excentricité de 0,18 et une inclinaison de 1,8° par rapport à l'écliptique.

## Compléments